# Malloué
Malloué est une ancienne commune française, située dans le département du Calvados en région Normandie, devenue le 1er janvier 2016 une commune déléguée au sein de la commune nouvelle de Souleuvre en Bocage.
Elle est peuplée de 22 habitants.

## Géographie
La commune au nord-ouest du Bocage virois. Son bourg est à 12 km à l'est de Tessy-sur-Vire, à 14 km au sud de Torigni-sur-Vire et à 15 km au nord-ouest de Vire.
Couvrant 127 hectares, le territoire de Malloué était le moins étendu de l'arrondissement de Vire. Il est traversé par la modeste route départementale no 185 menant à Pont-Bellanger et Landelles-et-Coupigny au sud-est et à Campeaux au nord-est. Au nord, la D 306 reliant Campeaux à Bures-les-Monts au nord-ouest traverse le Hameau Farin. L'accès à l'A84 est à Guilberville (échangeur 40) à 7 km au nord par Campeaux et la D 974.
Malloué est dans le bassin de la Vire qui délimite le territoire au sud. Un court affluent fait également fonction de limite à l'est.
Le point culminant (207 m) se situe en limite nord. Le point le plus bas (62 m) correspond à la sortie de la Vire du territoire, à l'ouest. La commune est bocagère.
| Bures-les-Monts (comm. nouv. de Souleuvre en Bocage)                  | Bures-les-Monts (comm. nouv. de Souleuvre en Bocage), Campeaux (comm. nouv. de Souleuvre en Bocage) | Campeaux (comm. nouv. de Souleuvre en Bocage)                                                        |
| Bures-les-Monts (comm. nouv. de Souleuvre en Bocage)                  | Malloué                                                                                             | Campeaux (comm. nouv. de Souleuvre en Bocage)                                                        |
| Pont-Bellanger, Saint-Martin-Don (comm. nouv. de Souleuvre en Bocage) | Saint-Martin-Don (comm. nouv. de Souleuvre en Bocage)                                               | Campeaux (comm. nouv. de Souleuvre en Bocage), Saint-Martin-Don (comm. nouv. de Souleuvre en Bocage) |

## Toponymie
Le nom de la localité est attesté sous la forme Maloe en 1660.
L'origine du toponyme Malloué n'est pas élucidée.
Le gentilé est Mallouin.

## Histoire
Ortaire de Landelles se serait retiré dans la grotte qui porte aujourd'hui son nom, à Malloué, dans les gorges de la Vire, au VIe siècle.
À la fin du XVIe siècle puis au XVIIe siècle, les Merlet sont seigneurs de la paroisse. On peut voir les pierres tombales de plusieurs d'entre eux dans l'église. Les Nantier leur succèdent à la suite du mariage de Guillaume Nantier et Jacqueline Merlet en 1647. Ils possèdent encore la seigneurie au XVIIIe siècle.
Le 1er janvier 2016, Malloué intègre avec dix-neuf autres communes la commune de Souleuvre en Bocage créée sous le régime juridique des communes nouvelles instauré par la loi no 2010-1563 du 16 décembre 2010 de réforme des collectivités territoriales. Les communes de Beaulieu, Le Bény-Bocage, Bures-les-Monts, Campeaux, Carville, Étouvy, La Ferrière-Harang, La Graverie, Malloué, Montamy, Mont-Bertrand, Montchauvet, Le Reculey, Saint-Denis-Maisoncelles, Sainte-Marie-Laumont, Saint-Martin-des-Besaces, Saint-Martin-Don, Saint-Ouen-des-Besaces, Saint-Pierre-Tarentaine et Le Tourneur deviennent des communes déléguées et Le Bény-Bocage est le chef-lieu de la commune nouvelle.

## Politique et administration
| Période                                  | Période       | Identité            | Étiquette | Qualité                 |
| ---------------------------------------- | ------------- | ------------------- | --------- | ----------------------- |
| avant 1988                               | 1989          | Léonce Vaudry       |           |                         |
| 1989                                     | mars 2001     | Pierre Cholet       |           |                         |
| mars 2001                                | mars 2008     | René Guillouet      | SE        | Agriculteur retraité    |
| mars 2008                                | mars 2014     | Alain Vaudry        | SE        | Retraité (enseignement) |
| mars 2014                                | décembre 2015 | Nathalie Desmaisons | SE        |                         |
| Les données manquantes sont à compléter. |               |                     |           |                         |

Le conseil municipal était composé de sept membres dont le maire et un adjoint. Ces conseillers intègrent au complet le conseil municipal de Souleuvre en Bocage le 1er janvier 2016 jusqu'en 2020 et Nathalie Desmaisons devient maire délégué.

## Démographie
En 2022, la commune comptait 22 habitants. Depuis 2004, les enquêtes de recensement dans les communes de moins de 10 000 habitants ont lieu tous les cinq ans (en 2005, 2010, 2015, etc. pour Malloué) et les chiffres de population municipale légale des autres années sont des estimations.
Malloué a compté jusqu'à 140 habitants en 1846. Avec ses 30 habitants au recensement de 2009, Malloué est la commune la moins peuplée du Calvados.
| 1793 | 1800 | 1806 | 1821 | 1831 | 1836 | 1841 | 1846 | 1851 |
| ---- | ---- | ---- | ---- | ---- | ---- | ---- | ---- | ---- |
| 33   | 115  | 122  | 101  | 106  | 109  | 115  | 140  | 123  |

| 1856 | 1861 | 1866 | 1872 | 1876 | 1881 | 1886 | 1891 | 1896 |
| ---- | ---- | ---- | ---- | ---- | ---- | ---- | ---- | ---- |
| 107  | 75   | 82   | 80   | 78   | 84   | 71   | 55   | 46   |

| 1901 | 1906 | 1911 | 1921 | 1926 | 1931 | 1936 | 1946 | 1954 |
| ---- | ---- | ---- | ---- | ---- | ---- | ---- | ---- | ---- |
| 58   | 59   | 60   | 69   | 55   | 54   | 39   | 49   | 55   |

| 1962 | 1968 | 1975 | 1982 | 1990 | 1999 | 2005 | 2010 | 2015 |
| ---- | ---- | ---- | ---- | ---- | ---- | ---- | ---- | ---- |
| 43   | 36   | 26   | 26   | 24   | 28   | 30   | 30   | 26   |

| 2018 | - | - | - | - | - | - | - | - |
| ---- | - | - | - | - | - | - | - | - |
| 26   | - | - | - | - | - | - | - | - |

## Lieux et monuments
- Église Notre-Dame (XVIIIe siècle) inscrite aux Monuments historiques[13], avec autel et retable du XVIIe siècle classés à titre d'objets, fonts baptismaux, statues de saint Ortaire et saint Gilles du XVe siècle, dalles funéraires. La clôture de sanctuaire et la chaire du XVIIe sont également classées. L'édifice domine les gorges de la Vire.
- Château des XVIIe et XVIIIe siècles.
- Une croix de chemin et la croix de cimetière sont inscrites aux Monuments historiques[14].
- La grotte de Malloué où se retira saint Ortaire au VIe siècle.
- Site des gorges de la Vire.

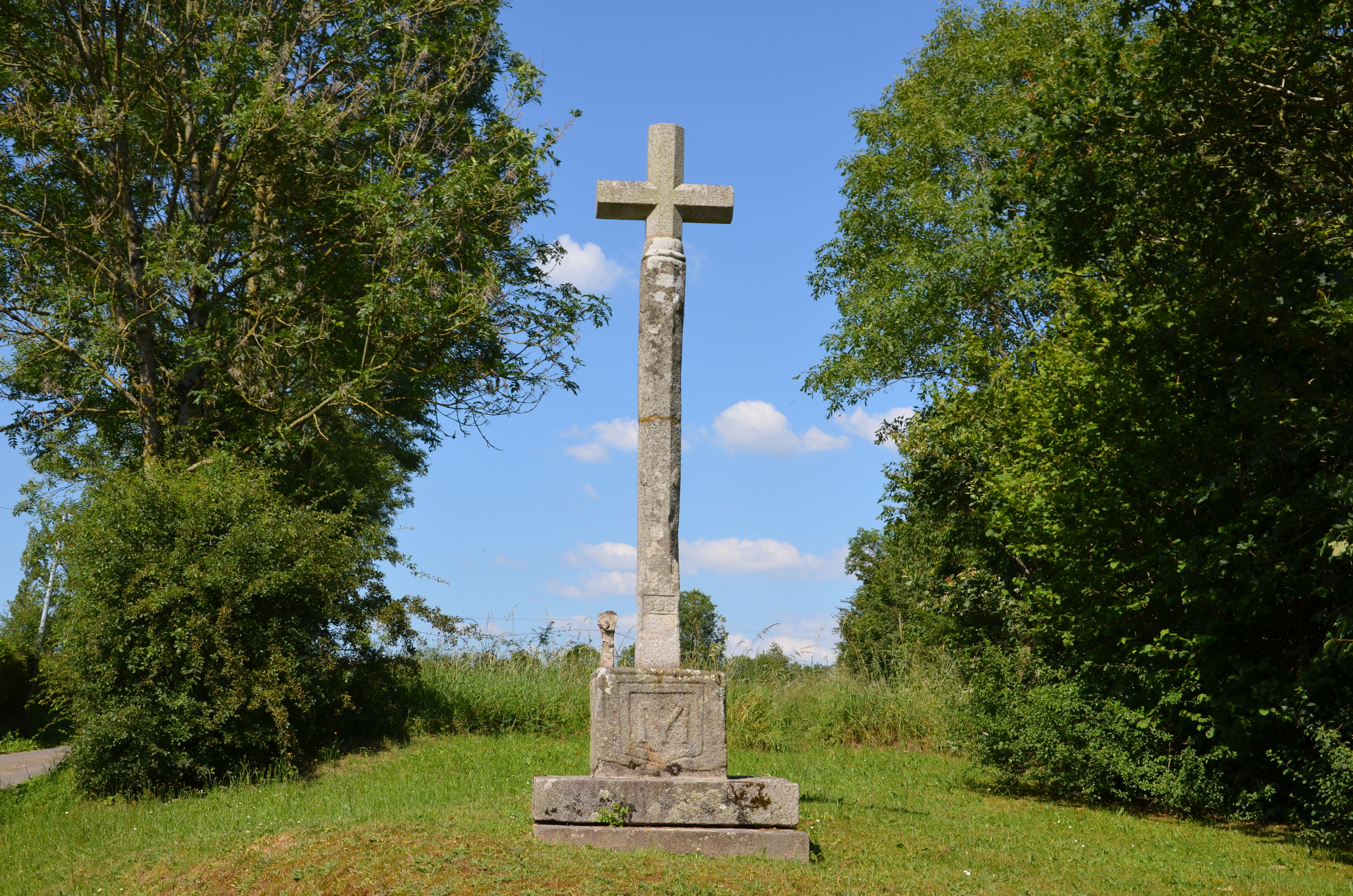
La croix de chemin.
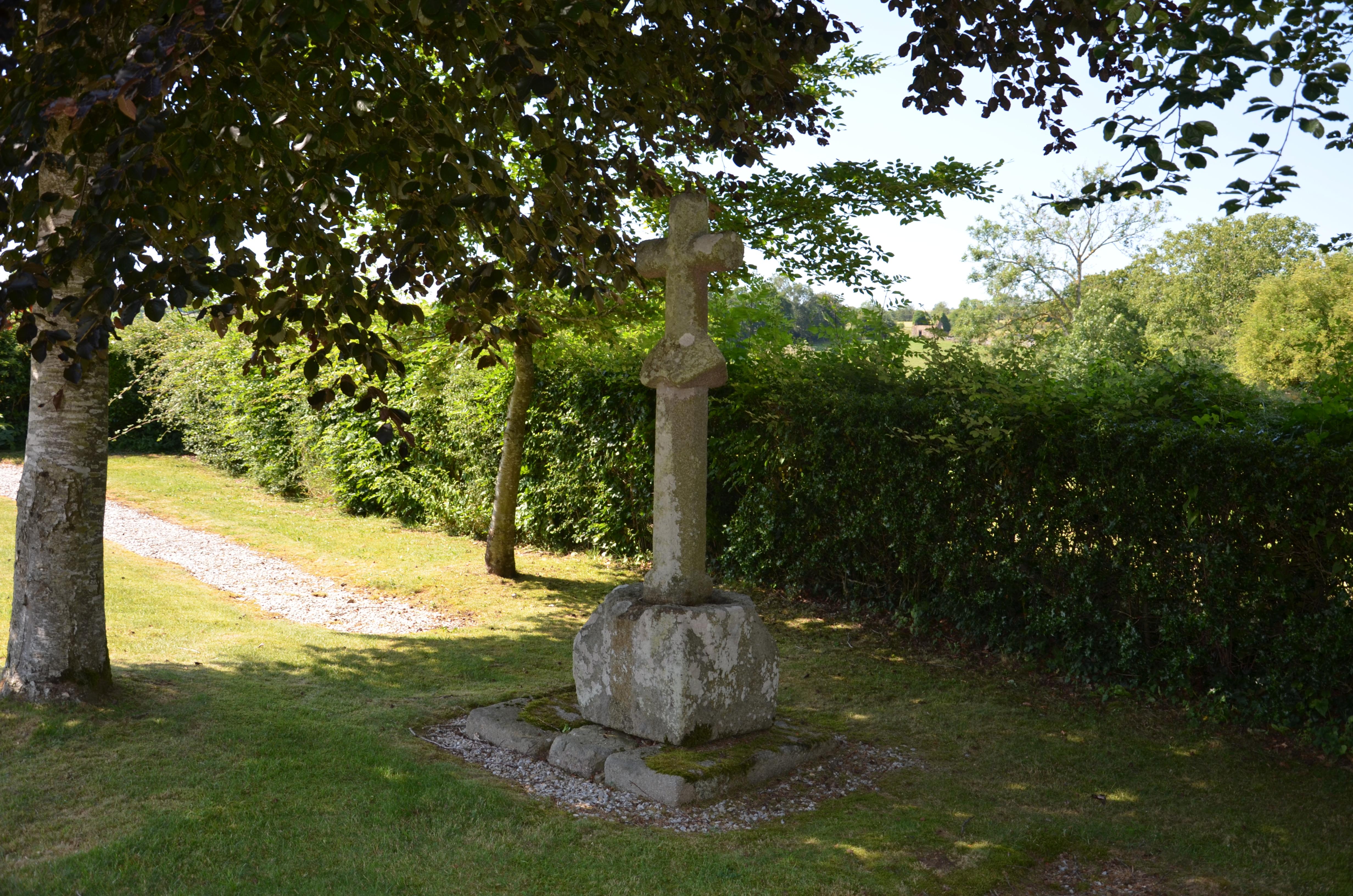
La croix de cimetière.
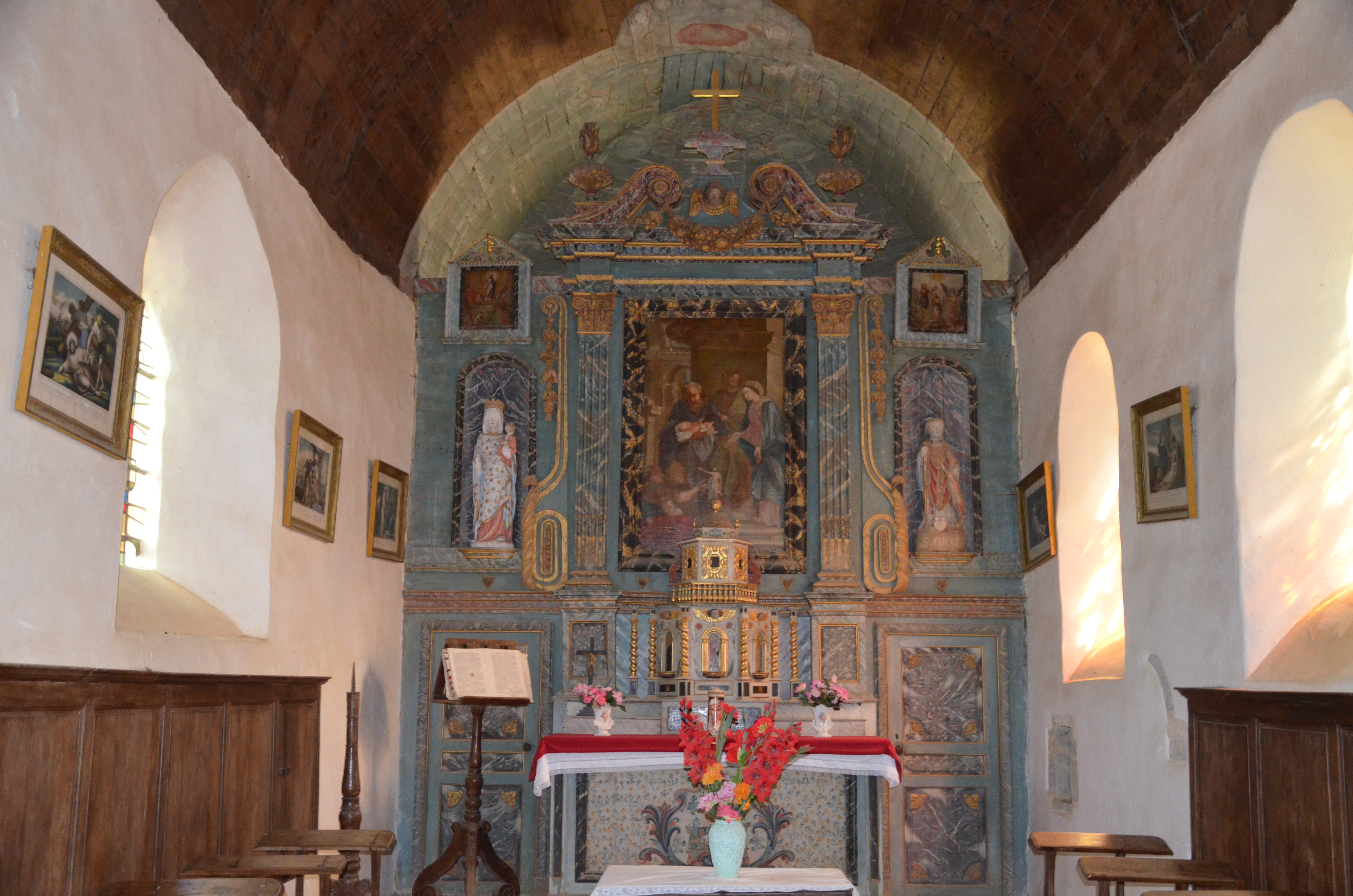
Le retable du XVIIe siècle.
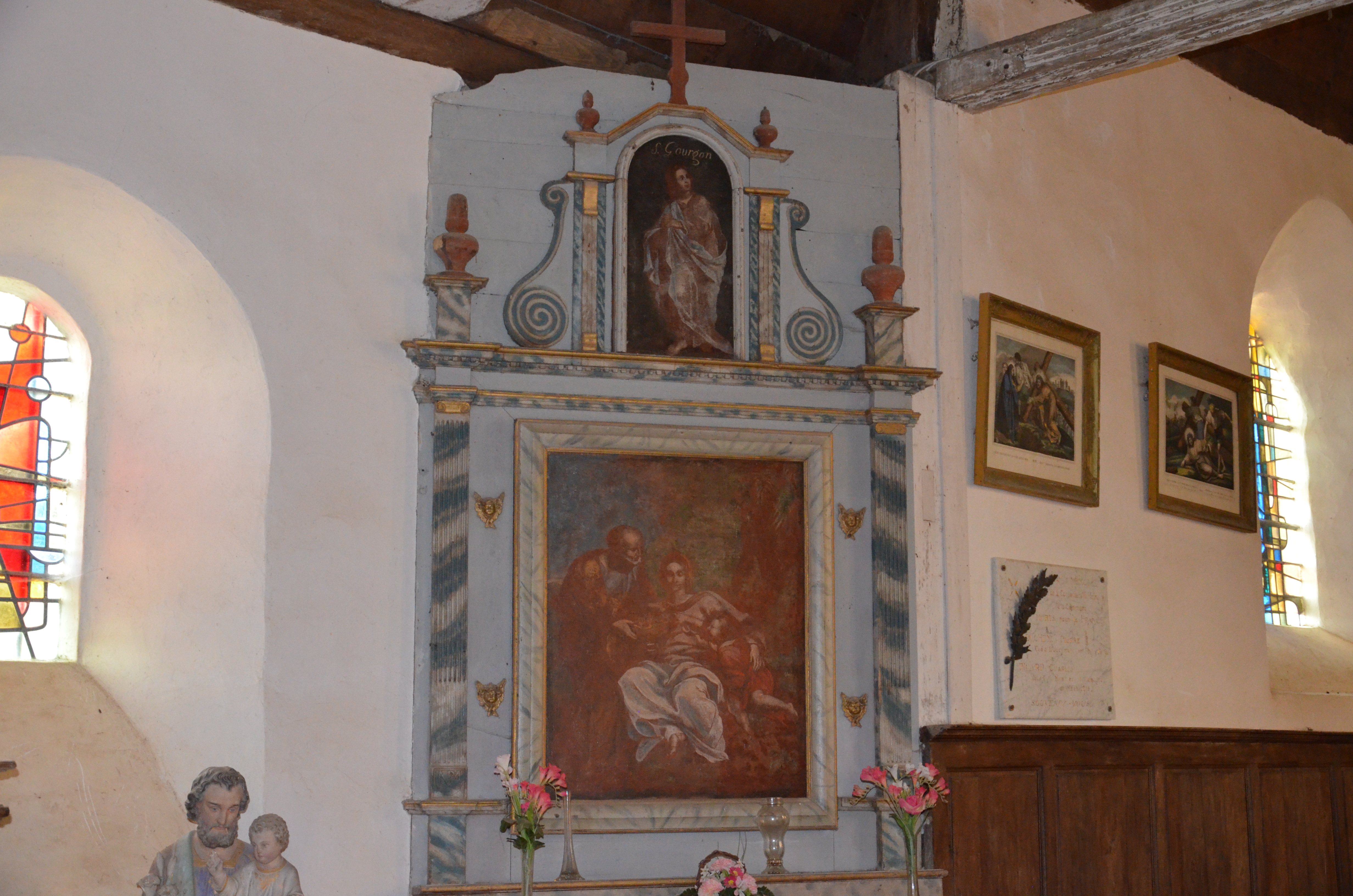
L'autel dédié à la sainte famille et à saint Gourgon.

## Personnalités liées à la commune
- Ortaire de Landelles (vers 482 - 580), religieux, saint catholique.